# Volksaktie
Als Volksaktien werden die während einer Privatisierung eines Unternehmens gezielt Kleinaktionären angebotenen Aktien bezeichnet.
Historisch ist der Begriff aus der Privatisierungspolitik Ludwig Erhards entstanden. Der Staat wollte sich ab 1959 bis Ende 1965 von einem Teil seines Industriebesitzes trennen, aber auf der anderen Seite eine Beteiligung der Bürger und Arbeitnehmer am Produktivbesitz fördern. Instrument dieser Politik war neben der steuerlichen Förderung von Belegschaftsaktien die Herausgabe von sogenannten Volksaktien.
Die Aktien wurden zur Hebung der Aktionärsquote bewusst nicht institutionellen Anlegern angeboten, sondern waren zu günstigen Konditionen an Kleinanleger verkauft worden. Hierbei wurde pro Person nur eine beschränkte Zahl an Aktien ausgegeben und diese Wertpapiere mit Haltefristen versehen.
Die wichtigsten dieser Volksaktien waren Anteile an der Volkswagen AG, VEBA und Preussag. Seit den 1990er Jahren lebte die Idee der Volksaktie mit den Emissionen von Telekom (T-Aktie) und Deutscher Post wieder auf.